# Durazno sangrando (canción)
«Durazno Sangrando» es una canción del grupo de rock argentino Invisible, que forma parte del álbum homónimo lanzado en 1975. La banda estaba integrada por Luis Alberto Spinetta (guitarra y primera voz), Pomo Lorenzo (batería) y Machi Rufino (bajo).
La canción fue seleccionada por Spinetta para interpretar en el concierto unplugged de la cadena MTV, registrado en el disco Estrelicia MTV Unplugged (1997), donde realiza una versión con Spinetta y los Socios del Desierto, banda que integró con Daniel Wirtz (batería) y Marcelo Torres, que en esa ocasión estuvieron acompañados por el Mono Fontana (teclados) y Nico Cota (percusión).

## Contexto

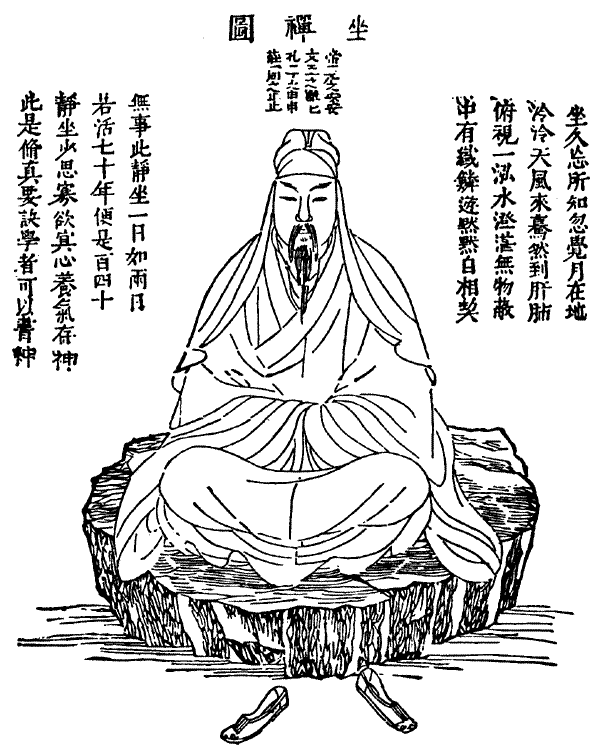
"Meditación: recogiendo la luz", ilustración del libro chino El secreto de la flor de oro, sobre meditación taoísta, que inspiró a Spinetta al componer su álbum Durazno sangrando.

Durazno sangrando es una obra conceptual inspirada en el tradicional libro chino El secreto de la flor de oro (Tai Yi Jin Hua Zong Zhi, 太乙金華宗旨), obra taoísta sobre meditación atribuida a Lü Dongbin (siglo VIII), difundida en occidente gracias a la traducción al alemán realizada por Richard Wilhelm, en 1929, con aportes del psicólogo Carl Jung. Spinetta le daba mucha importancia a las obras que le permitieran escapar al eurocentrismo.
Al comenzar 1976 Spinetta dedicaría uno de sus conciertos a los "marginados y alienados del mundo", una realidad y condición social que fue una constante en su obra:

Este concierto se lo dedicamos a todos los marginados y alienados del mundo, porque cada vez se comprueba más que, en el futuro, serán ellos los que van a regir la raza humana.
Luis Alberto Spinetta, Canal 11, 2 de enero de 1975.

## El tema
La canción es el track 2 del álbum Durazno sangrando. La letra relata la historia de un durazno que cayó de un árbol y fue a parar a la orilla de un río. Tiempo después el durazno oye una melodía triste que salía de su interior. Era su carozo, que le decía que su cuerpo tenía alma y que cuando estalle su corazón sangraría. Al llegar el alba de la brisa de enero, el carozo cantó y el durazno se partió cayendo al río, donde comenzó a sangrar.
La canción está inspirada en las lecturas de Spinetta de El secreto de la flor de oro y la tapa del álbum. En el libro Martropía, Spinetta se refiere al tema del siguiente modo:

¿ Cómo hicieron la tapa de Durazno sangrando, el segundo disco de Invisible de 1975?

(Spinetta)- Compré una pelota Pulpo de goma. La partí al medio y le vacié Poximix para hacer el durazno partido. Le agregué más material para que tuviera una forma no tan perfecta como una pelota. Después, le hice una cavidad donde alojar un corazón que trabajé con plastilina y pinté con esmalte. Gustavo (su hermano) me ayudó a pintar, era la medianoche y todavía estábamos pintando. Con Dylan (Eduardo Martí) nos tomamos el colectivo 130 a las cuatro de la mañana, en una de las noches más frías que se recuerden en Buenos Aires. Fue el récord de varias décadas. Llegamos a los bosques de Palermo antes que se hiciera de día, para tomar la primera foto del agua quieta, y tuvimos que esperar a que hubiera más luz sólo para fotografiar las ondas del agua simbolizando el durazno caído. Para la tapa compramos goma espuma y la pintamos de dorado. Le hicimos un agujero y Patricia puso su cara, también pintada de dorado. Entonces quedó como una flor dorada en el centro. Lo quise hacer así por el libro inspirador de este disco, El secreto de la flor de oro, de Richard Wilhem y Carl Jung. Usamos diferentes focos para que no se viera que era una cara, pero sí que tuviera el aspecto de un rostro. La impresión fue tan mala que casi no quedó nada y encima el foco desmentía bastante lo que era. No se sabe si es una brasa o un carozo. La contratapa es mi brazo con un pedacito de espejo pegado en la mano chorreando sangre azul.